# Teiichi Yoshimoto
Teiichi Yoshimoto (吉本貞 (), né le 23 mars 1887 et mort le 14 septembre 1945) est un général japonais de la Seconde Guerre mondiale.

## Biographie
Yoshimoto est le fils aîné d'un marchand d'indigo de la préfecture de Tokushima. Bien que né à Tokyo, sa naissance a été enregistrée à Tokushima. Il est diplômé de la 20e promotion de l'Académie de l'armée impériale japonaise en 1908 et de la 28e promotion de l'École d'état-major de l'armée en 1916, il est affecté à des postes d'état-major au sein du quartier général impérial dès l'obtention de son diplôme.
En 1919, il est envoyé comme attaché militaire en France, d'où il revient en 1922. Il occupe divers postes administratifs et bureaucratiques au sein de l'état-major de l'armée jusqu'en 1933, date à laquelle on lui confie le commandement du 68e régiment d'infanterie. Il est promu général de brigade en 1936 et se voit confier le commandement de la 21e brigade d'infanterie. En 1937, il devient chef d'état-major de la police militaire métropolitaine de Tokyo, chargé d'organiser les défenses de l'est du Japon.
En juin 1938, Yoshimoto devient chef d'état-major de la 11e armée. Cette force fait partie de l'armée japonaise de Chine centrale et a pour mission de conquérir et d'occuper les provinces centrales de la Chine entre le fleuve Yangtze et le fleuve Jaune pendant la deuxième guerre sino-japonaise. La 11e Armée joue notamment un rôle majeur dans la bataille de Wuhan. À partir de septembre 1939, elle est passée sous la tutelle de l'Armée expéditionnaire de Chine et dont Yoshimoto devient chef d'état-major. Il est promu général de division en mars et se voit confier le commandement de la 2e division en novembre.
Le 29 avril 1940, Yoshimoto est décoré de l'Ordre du Milan d'or, 2e classe et du Grand Cordon de l'Ordre du Soleil Levant. En avril 1941, il devient chef d'état-major de l'armée du Guandong et à partir d'avril 1942, il se voit confier le commandement de la 1re armée, qui assure essentiellement des missions de garde au Mandchoukouo, le quartier général impérial en Chine. En février 1945, il est affecté à la 11e armée régionale nouvellement créée. Cette force faisait partie du dernier effort de défense désespéré de l'empire du Japon pour dissuader d'éventuels débarquements des forces alliées à Honshū pendant l'opération Downfall et était responsable de la région de Tōhoku depuis son quartier général basé à Sendai, dans la préfecture de Miyagi. Le 7 mai 1945, il est promu général d'armée. Le 14 septembre 1945, peu après la capitulation du Japon, Teiichi Yoshimoto se suicide au quartier général de l'armée impériale japonaise à Ichigaya, un quartier de Tokyo.